# Contea di Williamsburg
La contea di Williamsburg (in inglese Williamsburg County) è una contea dello Stato della Carolina del Sud, negli Stati Uniti. La popolazione al censimento del 2000 era di 37 217 abitanti. Il capoluogo di contea è Kingstree.

## Geografia
La contea si trova nella parte orientale dello Stato. I fiumi principali sono il Great Pee Dee, il Santee e il Black.

### Contee confinanti
- Contea di Florence - nord
- Contea di Marion - nord-est
- Contea di Georgetown - est
- Contea di Berkeley - sud
- Contea di Clarendon - ovest

## Storia
La regione era abitata dai nativi Santee. La contea fu istituita nel 1868 e fu chiamata così in onore di Guglielmo III d'Inghilterra.

## Comuni
L'unica city è Kingstree, il capoluogo.

### Towns
- Andrews
- Greeleyville
- Hemingway
- Lane
- Stuckey